# 畔地温泉
畔地温泉（あぜちおんせん）は、新潟県南魚沼市にある温泉。なお、畔地温泉は六日町温泉、上の原高原温泉、五十沢温泉とともに「六日町温泉郷」を構成する4温泉の一つで国民保養温泉地に指定されている。

## 泉質
- アルカリ性単純温泉
- 泉温　26.8℃

## 温泉地
越後山脈の麓、信濃川水系三国川のほとりに一軒宿の「旅館こいし」が存在する。内湯のみだが、日帰り入浴可能。

## 歴史
平成3年（1991年）、開湯。

## アクセス
- 関越自動車道六日町ICから、三国川ダム方面へ車で約15分。
- JR上越線・北越急行ほくほく線 六日町駅から東へ約10 km。
- 南越後観光バス MD 六日町=宮村=野中線（六日町駅発着） 「畔地」バス停（県道233号沿い）より徒歩約5分。
- 南魚沼市民バス 五十沢・大月コース 「畔地」バス停（県道233号沿い）より徒歩約5分。